# Magstatt-le-Haut
Magstatt-le-Haut település Franciaországban, Haut-Rhin megyében. Lakosainak száma 307 fő (2022. január 1.). Magstatt-le-Haut Kœtzingue, Zaessingue, Helfrantzkirch, Stetten és Magstatt-le-Bas községekkel határos.

## Népesség
A település népességének változása:
| Lakosok száma | 278  | 281  | 290  | 283  | 286  | 286  | 290  | 299  | 307  |
|               | 2013 | 2015 | 2016 | 2017 | 2018 | 2019 | 2020 | 2021 | 2022 |